# ウアマントゥラ (トラスカラ州)
ウアマントゥラ（Huamantla）
は、メキシコのトラスカラ州にある自治体。
メキシコ政府観光局(SECTUR)（スペイン語: Secretaría de Turismo (México)）のプエブロ・マヒコ選出。